# Швець Віктор Олександрович
Віктор Олександрович Швець (19 серпня 1934, Запоріжжя — 1994) — український живописець; член Запорізького товариства художників Спілки радянських художників України з 1967 року.

## Біографія
Народився 19 серпня 1934 року в місті Запоріжжі (нині Україна). Протягом 1956—1961 років навчався на живописному відділенні Дніпропетровського художнього училища, був учнем Миколи Боровського.
З 1962 року працював на Запорізькому художньо-виробничому комбінаті. Мешкав у Запоріжжі в будинку на вулиці Леонтовича, № 19. Помер у 1994 році.

## Творчість
Працював у галузі станкового живопису в жанрах пейзажу, портрету. Серед робіт:
- «Кам'яний кар'єр» (1966);
- «Пейзаж» (1967);
- «Весняна земля» (1968);
- «Дуби на Хортиці» (1968);
- «Ранок у горах» (1979);
- «Осіння пора» (1979);
- «Останній сніг» (1980);
- «Мій дім» (1980);
- «У парку» (1980);
- «Після дощу» (1982);
- «Лісове озеро» (1983);
- «Крізь ліс» (1984);
- «Бузок» (1984);
- «Осінь» (1987).

Брав участь у республіканських виставках з 1966 року.
Роботи художника зберігаються в Запорізькому обласному художньому музеї, у галерейних і приватних зібраннях в Україні, Польщі, Франції, Фінляндії та Японії.